# Nationaal park Gunung Gede Pangrango
Nationaal park Gunung Gede Pangrango is een park in Indonesië. Het ligt nabij Bogor in de provincie West-Java op het eiland Java.